# Nordexpressen
Nordexpressen är en svensk film från 1992 med Robert Aschberg och Gert Fylking, regisserad av Mats Helge Olsson.
Robert Aschberg spelar actionhjälte som räddar världen från skumma skurkar. 
Filmen spelades in på ett par veckor i Luma Industriområde i Stockholm. De flesta roller gjordes av amatörer. Den gick aldrig upp på biograferna, men visades i TV3 den 9 februari 1992. TV3s publik fick sedan möjlighet att rösta på om filmen skulle få en fortsättning, men publiken röstade nej. Filmen totalsågades av kritikerna.

## Rollista
- Robert Aschberg - John Andersson
- Elisabeth Granneman - Raggan
- Gert Fylking - Wolfgang Mueller
- Tage Axelsson - Ola Göransson
- Johan Widerberg - Håkan Niklasson
- Peter Ahlm - Natoofficer
- Lennart Jähkel - Dahlberg, polischef
- Lasse Lundgren - Fernandez
- Hasse Aro - TV-uppläsare
- Thorsten Flinck - Benke Bengtsson
- Karl Johan Fröjd-  Sorensen
- Johan Kekonius - Johan Eriksson
- Dan Lindhe - Jonsey